# Alvise Foscari
Alvise Foscari (Venezia, 2 ottobre 1679 – Venezia, 28 ottobre 1758) è stato un patriarca cattolico italiano.

## Biografia
Nacque da Alvise "Gerolamo", dei Foscari di San Simeon Piccolo, e da Pisana Moro. Di carattere mite e riservato, esordì nella vita pubblica veneziana abbastanza tardivamente, come provveditore sopra gli uffici (1710-1711) e provveditore di Comun (1713-1714). Nel giro di qualche anno, grazie alle persuasioni dell'omonimo zio, abate, abbandonò la politica entrando nel clero. Nel 1719 era canonico della cattedrale di Padova e nel 1725 venne ordinato prete.
Trascorse la sua attività sacerdotale insegnando il catechismo ai fanciulli e assistendo i poveri. Certamente doveva avere anche ottime qualità, visto che sin dal 1734 era stato segnalato al Senato che possibile patriarca di Venezia. La scelta ricadde su di lui nella tornata successiva: il governo lo designò patriarca il 25 maggio 1741, venendo confermato da papa Benedetto XIV il 3 luglio successivo. Nel lasso di tempo tra le due nomine conseguì il dottorato in utroque iure.
Resse il patriarcato per quasi un ventennio, lavorando principalmente al restauro e alla riconsacrazione dei luoghi di culto, tra i quali spicca la cattedrale di San Pietro di Castello. Non si interessò mai di politica, nemmeno quando, nel 1748, il papa abolì il patriarcato di Aquileia. Ebbe alcuni contrasti con il vescovo di Torcello Vincenzo Maria Diedo, che tentò di estendere i propri diritti sul seminario patriarcale di San Cipriano di Murano.
Spirò dopo una breve malattia e fu sepolto nella cattedrale.

## Genealogia episcopale
La genealogia episcopale è:
- Cardinale Scipione Rebiba
- Cardinale Giulio Antonio Santori
- Cardinale Girolamo Bernerio, O.P.
- Arcivescovo Galeazzo Sanvitale
- Cardinale Ludovico Ludovisi
- Cardinale Luigi Caetani
- Cardinale Ulderico Carpegna
- Cardinale Paluzzo Paluzzi Altieri degli Albertoni
- Cardinale Gaspare Carpegna
- Cardinale Fabrizio Paolucci
- Cardinale Daniele Dolfin
- Patriarca Alvise Foscari